# 科爾里奇湖
43°17′S 171°30′E / 43.283°S 171.500°E

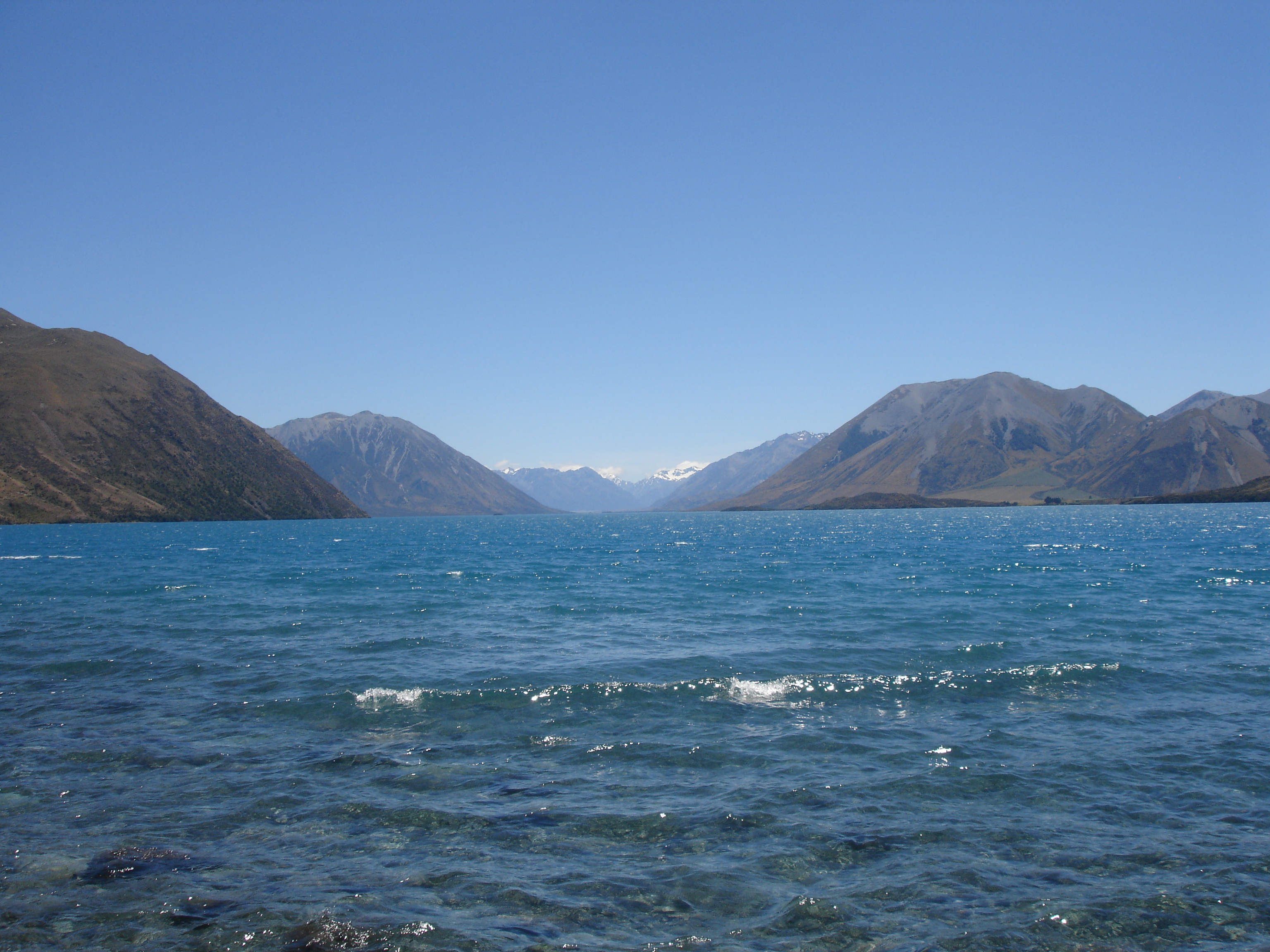

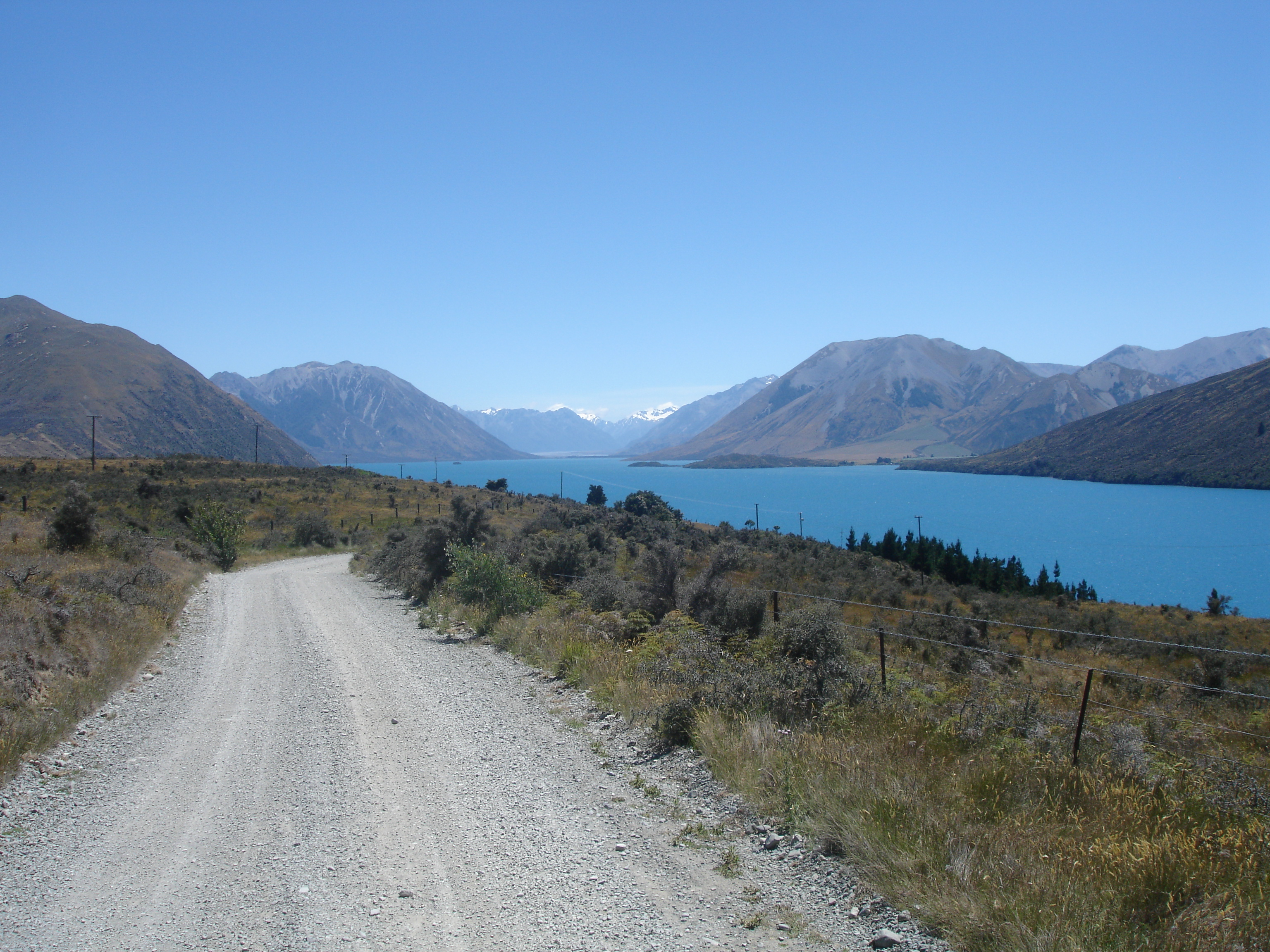

科爾里奇湖是新西蘭的湖泊，位於南島，由坎特伯雷負責管轄，面積47平方公里，最大水深200米，該湖因與相連河流有150米的位差而被納入該國最早的水力發電計劃。

## 外部連結
- Details about the Lake Coleridge Power Station
- Map of Lake Coleridge
- Lake Coleridge Selwyn District Council